# Miquel Riera Picón
Miquel Riera Picón (Palma, 1963 - 10 d'octubre de 2019) fou un escalador mallorquí inventor de la modalitat de psicobloc.
Miquel Riera era professor d'escalada, equipador i jutge en competicions internacionals d'escalada. A més, col·laborava amb revistes especialitzades del món de l'escalada i va publicar el llibre Psicobloc Mallorcaː guía de escalada (editada per Desnivel). El 1978 va començar a obrir rutes d'escalada de psicobloc a Mallorca, i a partir d'aquí es va popularitzar arreu del món.
L'any 2002 va gravar el documental Psicobloc, juntament amb Josh Lowell, guanyant cinc premis en diferents festivals de cinema de muntanya. També va col·laborar al documental King Lines, on Chris Sharma escala una de les vies de psicobloc més conegudes a Es Pontàs (Mallorca).